# Lista över olympiska dammedaljörer i gymnastik
Det här är en komplett lista över alla medaljörer i gymnastik vid olympiska spelen på damsidan från 1928 fram till 2021. Se även Lista över olympiska herrmedaljörer i gymnastik

## Artistisk gymnastik

### Nuvarande program

#### Mångkamp, individuell
| Spel                            | Guld                        | Silver                  | Brons                       |
| Helsingfors 1952 Detaljer...    | Maria Gorochovskaja (URS)   | Nina Botjarova (URS)    | Margit Korondi (HUN)        |
| Melbourne 1956 Detaljer...      | Larisa Latynina (URS)       | Ágnes Keleti (HUN)      | Sofia Muratova (URS)        |
| Rom 1960 Detaljer...            | Larisa Latynina (URS)       | Sofia Muratova (URS)    | Polina Astakhova (URS)      |
| Tokyo 1964 Detaljer...          | Věra Čáslavská (TCH)        | Larisa Latynina (URS)   | Polina Astakhova (URS)      |
| Mexico City 1968 Detaljer...    | Věra Čáslavská (TCH)        | Zinaida Voronina (URS)  | Natalia Kutjinskaja (URS)   |
| München 1972 Detaljer...        | Ljudmilla Turisjtjeva (URS) | Karin Janz (GDR)        | Tamara Lazakovitj (URS)     |
| Montréal 1976 Detaljer...       | Nadia Comăneci (ROU)        | Nellie Kim (URS)        | Ljudmilla Turisjtjeva (URS) |
| Moskva 1980 Detaljer...         | Jelena Davydova (URS)       | Nadia Comăneci (ROU)    | Ingen utsedd                |
| Moskva 1980 Detaljer...         | Jelena Davydova (URS)       | Maxi Gnauck (GDR)       | Ingen utsedd                |
| Los Angeles 1984 Detaljer...    | Mary Lou Retton (USA)       | Ecaterina Szabó (ROU)   | Simona Păucă (ROU)          |
| Seoul 1988 Detaljer...          | Jelena Sjusjunova (URS)     | Daniela Silivaș (ROU)   | Svjatlana Baginskaja (URS)  |
| Barcelona 1992 Detaljer...      | Tatiana Gutsu (EUN)         | Shannon Miller (USA)    | Lavinia Miloșovici (ROU)    |
| Atlanta 1996 Detaljer...        | Lilia Podkopajeva (UKR)     | Gina Gogean (ROU)       | Simona Amânar (ROU)         |
| Atlanta 1996 Detaljer...        | Lilia Podkopajeva (UKR)     | Gina Gogean (ROU)       | Lavinia Miloșovici (ROU)    |
| Sydney 2000 Detaljer...         | Simona Amânar (ROU)         | Maria Olaru (ROU)       | Liu Xuan (CHN)              |
| Aten 2004 Detaljer...           | Carly Patterson (USA)       | Svetlana Chorkina (RUS) | Zhang Nan (CHN)             |
| Peking 2008 Detaljer...         | Nastia Liukin (USA)         | Shawn Johnson (USA)     | Yang Yilin (CHN)            |
| London 2012 Detaljer...         | Gabby Douglas (USA)         | Viktorija Komova (RUS)  | Alija Mustafina (RUS)       |
| Rio de Janeiro 2016 Detaljer... | Simone Biles (USA)          | Aly Raisman (USA)       | Alija Mustafina (RUS)       |
| Tokyo 2020 Detaljer...          | Sunisa Lee (USA)            | Rebeca Andrade (BRA)    | Angelina Melnikova (ROC)    |

#### Mångkamp, lag
| Spel                            | Guld | Silver | Brons |
| 1928 Amsterdam Detaljer...      | Nederländerna Estella Agsteribbe Jacomina van den Berg Alida van den Bos Petronella Burgerhof Elka de Levie Helena Nordheim Ans Polak Petronella van Randwijk Hendrika van Rumt Jud Simons Jacoba Stelma Anna van der Vegt | Italien Bianca Ambrosetti Lavinia Gianoni Luigina Giavotti Virginia Giorgi Germana Malabarba Clara Marangoni Luigina Perversi Diana Pizzavini Luisa Tanzini Carolina Tronconi Ines Vercesi Rita Vittadini | Storbritannien Annie Broadbent Lucy Desmond Margaret Hartley Amy Jagger Isobel Judd Jessie Kite Marjorie Moreman Edith Pickles Ethel Seymour Ada Smith Hilda Smith Doris Woods |
| 1932 Los Angeles                | Ingick inte i det olympiska programmet | Ingick inte i det olympiska programmet | Ingick inte i det olympiska programmet |
| 1936 Berlin Detaljer...         | Tyskland Anita Bärwirth Erna Bürger Isolde Frölian Friedl Iby Trudi Meyer Paula Pöhlsen Julie Schmitt Käthe Sohnemann | Tjeckoslovakien Jaroslava Bajerová Vlasta Děkanová Božena Dobešová Vlasta Foltová Anna Hřebřinová Matylda Pálfyová Zdeňka Veřmiřovská Marie Větrovská                                                     | Ungern Margit Csillik Margit Kalocsai Ilona Madary Gabriella Mészáros Margit Nagy Olga Tőrös Judit Tóth Eszter Voit                                                            |
| 1948 London Detaljer...         | Tjeckoslovakien Zdeňka Honsová Marie Kovářová Miloslava Misáková Milena Müllerová Věra Růžičkova Olga Šilhánová Božena Srncová Zdeňka Veřmiřovská                                                                          | Ungern Edit Weckinger Mária Zalai-Kövi Irén Karcsics Erzsébet Gulyás-Köteles Erzsébet Balázs Olga Tass Anna Fehér Margit Nagy-Sándor                                                                      | USA Ladislava Bakanic Marian Barone Consetta Lenz Dorothy Dalton Meta Elste Helen Schifano Clara Schroth Anita Simonis                                                         |
| Helsingfors 1952 Detaljer...    | Sovjetunionen Nina Botjarova Pelageja Danilova Maria Gorochovskaja Jekaterina Kalintjuk Galina Minaitjeva Galina Sjamrai Galina Urbanovitj Medeja Jugeli                                                                   | Ungern Andrea Bodó Irén Daruházi-Karcsics Erzsébet Gulyás-Köteles Ágnes Keleti Margit Korondi Edit Parényi-Weckinger Olga Tass Mária Kövi-Zalai                                                           | Tjeckoslovakien Hana Bobková Alena Chadimová Jana Rabasová Alena Reichová Matylda Šínová Božena Srncová Věra Vančurová Eva Věchtová                                            |
| Melbourne 1956 Detaljer...      | Sovjetunionen Polina Astakhova Ljudmila Jegorova Lidija Kalinina Larisa Latynina Tamara Manina Sofia Muratova | Ungern Andrea Molnár-Bodó Erzsébet Gulyás-Köteles Ágnes Keleti Alice Kertész Margit Korondi Olga Lemhényi-Tass                                                                                            | Rumänien Georgeta Hurmuzachi Sonia Iovan Elena Leuşteanu Elena Mărgărit Elena Săcălici Emilia Vătăşoiu                                                                         |
| Rom 1960 Detaljer...            | Sovjetunionen Polina Astakhova Lidia Ivanova Larisa Latynina Tamara Ljuchina Sofia Muratova Margarita Nikolajeva | Tjeckoslovakien Eva Bosáková Věra Čáslavská Matylda Matoušková Hana Růžičková Ludmila Švédová Adolfína Tačová                                                                                             | Rumänien Atanasia Ionescu Sonia Iovan Elena Leuşteanu Emilia Vătăşoiu-Liţă Elena Niculescu Uta Poreceanu                                                                       |
| Tokyo 1964 Detaljer...          | Sovjetunionen Larisa Latynina Polina Astakhova Tamara Manina Jelena Voltjetskaja Tamara Zamotajlova Ljudmila Gromova | Tjeckoslovakien Věra Čáslavská Jaroslava Sedláčková Adolfína Tkačíková Marianna Krajčírová Hana Růžičková Jána Kubičková                                                                                  | Japan Keiko Ikeda Toshiko Aihara Kiyoko Ono Taniko Nakamura Hiroko Tsuji Ginko Chiba                                                                                           |
| 1968 Mexico City Detaljer...    | Sovjetunionen Ljudmilla Turisjtjeva Zinaida Voronina Larisa Petrik Ljubov Burda Olga Karaseva Natalia Kutjinskaja | Tjeckoslovakien Věra Čáslavská Bohumila Řimnáčová Miroslava Skleničková Marianna Krajčírová Hana Lišková Jana Kubičková                                                                                   | Östtyskland Karin Janz Erika Zuchold Maritta Bauerschmidt Ute Starke Marianne Noack Magdalena Schmidt                                                                          |
| München 1972 Detaljer...        | Sovjetunionen Ljudmilla Turisjtjeva Olga Korbut Tamara Lazakovitj Ljubov Burda Elvira Saadi Antonina Kosjel | Östtyskland Karin Janz Erika Zuchold Angelika Hellmann Irene Abel Christine Schmitt Richarda Schmeisser                                                                                                   | Ungern Ilona Bekesi Monika Csaszar Krisztina Medveczky Aniko Kery Marta Kelemen Zsuzsa Nagy                                                                                    |
| 1976 Montreal Detaljer...       | Sovjetunionen Marija Filatova Svetlana Grozdova Nellie Kim Olga Korbut Elvira Saadi Ljudmilla Turisjtjeva | Rumänien Nadia Comăneci Mariana Constantin Georgeta Gabor Anca Grigoraș Gabriela Trușcă Teodora Ungureanu                                                                                                 | Östtyskland Carola Dombeck Gitta Escher Kerstin Gerschau Angelika Hellmann Marion Kische Steffi Kraker                                                                         |
| Moskva 1980 Detaljer...         | Sovjetunionen Jelena Davydova Marija Filatova Nellie Kim Jelena Naimusjina Natalja Sjaposjnikova Stella Zacharova | Rumänien Nadia Comăneci Rodica Dunca Emilia Eberle Melita Ruhn Dumitrița Turner Cristina Grigoraș | Östtyskland Maxi Gnauck Silvia Hindorff Steffi Kraker Katharina Rensch Karola Sube Birgit Süss                                                                                 |
| Los Angeles 1984 Detaljer...    | Rumänien Ecaterina Szabó Laura Cutina Simona Păucă Cristina Grigoraș Mihaela Stănuleț Lavinia Agache | USA Mary Lou Retton Julianne McNamara Kathy Johnson Michelle Dusserre Tracee Talavera Pamela Bileck | Kina Ma Yanhong Wu Jiani Chen Yongyan Zhou Ping Zhou Qiurui Huang Qun |
| Seoul 1988 Detaljer...          | Sovjetunionen Svetlana Baitova Jelena Sjevtjenko Olga Strazjeva Natalja Lasjtjenova Svjatlana Baginskaja Jelena Sjusjunova                                                                                                 | Rumänien Camelia Voinea Celestina Popa Eugenia Golea Gabriela Potorac Aurelia Dobre Daniela Silivaș | Östtyskland Martina Jentsch Gabriele Faehnrich Ulrike Klotz Betti Schieferdecker Dörte Thümmler Dagmar Kersten                                                                 |
| Barcelona 1992 Detaljer...      | OSS Svjatlana Baginskaja Tatiana Gutsu Oksana Chusovitina Tatiana Lysenko Jelena Grudneva Rozalia Galijeva | Rumänien Lavinia Miloșovici Gina Gogean Cristina Bontaș Mirela Pașca Maria Neculiță Vanda Hădărean | USA Shannon Miller Kim Zmeskal Dominique Dawes Wendy Bruce Betty Okino Kerri Strug                                                                                             |
| Atlanta 1996 Detaljer...        | USA Amanda Borden Amy Chow Dominique Dawes Shannon Miller Dominique Moceanu Jaycie Phelps Kerri Strug | Ryssland Jelena Dolgopolova Rozalia Galijeva Jelena Grosjeva Svetlana Chorkina Dina Kottjetkova Jevgenija Kuznetsova Oksana Liapina                                                                       | Rumänien Simona Amânar Gina Gogean Ionela Loaieș Alexandra Marinescu Lavinia Miloșovici Mirela Țugurlan                                                                        |
| Sydney 2000 Detaljer...         | Rumänien Andreea Răducan Maria Olaru Simona Amânar Loredana Boboc Andreea Isărescu Claudia Presecan | Ryssland Jelena Produnova Svetlana Chorkina Jekaterina Lobaznjuk Jelena Zamolodtjikova Anastasija Kolesnikova Anna Tjepeleva                                                                              | USA Amy Chow Jamie Dantzscher Dominique Dawes Kristen Maloney Elise Ray Tasha Schwikert                                                                                        |
| Aten 2004 Detaljer...           | Rumänien Oana Ban Alexandra Eremia Cătălina Ponor Monica Roșu Nicoleta Daniela Sofronie Silvia Stroescu | USA Mohini Bhardwaj Annia Hatch Terin Humphrey Courtney Kupets Courtney McCool Carly Patterson | Ryssland Ljudmila Jezjova Svetlana Chorkina Marija Krjutjkova Anna Pavlova Jelena Zamolodtjikova Natalja Zigansjina                                                            |
| Peking 2008 Detaljer...         | Kina Yang Yilin Cheng Fei Jiang Yuyuan Deng Linlin He Kexin Li Shanshan | USA Shawn Johnson Nastia Liukin Chellsie Memmel Samantha Peszek Alicia Sacramone Bridget Sloan | Rumänien Andreea Acatrinei Gabriela Drăgoi Andreea Grigore Sandra Izbașa Steliana Nistor Anamaria Tămârjan                                                                     |
| London 2012 Detaljer...         | USA Gabby Douglas Jordyn Wieber Aly Raisman Kyla Ross McKayla Maroney | Ryssland Alija Mustafina Viktorija Komova Ksenija Afanasieva Anastasija Grisjina Marija Paseka | Rumänien Cătălina Ponor Larisa Iordache Diana Bulimar Sandra Izbașa Diana Chelaru                                                                                              |
| Rio de Janeiro 2016 Detaljer... | USA Simone Biles Gabby Douglas Laurie Hernandez Madison Kocian Aly Raisman | Ryssland Angelina Melnikova Alija Mustafina Marija Paseka Darja Spiridonova Seda Tutchaljan | Kina Fan Yilin Mao Yi Shang Chunsong Tan Jiaxin Wang Yan |
| Tokyo 2020 Detaljer...          | ROC Lilija Achaimova Viktoria Listunova Angelina Melnikova Vladislava Urazova | USA Simone Biles Jordan Chiles Sunisa Lee Grace McCallum | Storbritannien Jennifer Gadirova Jessica Gadirova Alice Kinsella Amelie Morgan                                                                                                 |

#### Barr
| Spel                            | Guld                    | Silver                     | Brons                   |
| Helsingfors 1952 Detaljer...    | Margit Korondi (HUN)    | Maria Gorochovskaja (URS)  | Ágnes Keleti (HUN)      |
| Melbourne 1956 Detaljer...      | Ágnes Keleti (HUN)      | Larisa Latynina (URS)      | Sofia Muratova (URS)    |
| Rom 1960 Detaljer...            | Polina Astakhova (URS)  | Larisa Latynina (URS)      | Tamara Ljuchina (URS)   |
| Tokyo 1964 Detaljer...          | Polina Astakhova (URS)  | Katalin Makray (HUN)       | Larisa Latynina (URS)   |
| Mexico City 1968 Detaljer...    | Věra Čáslavská (TCH)    | Karin Janz (GDR)           | Zinaida Voronina (URS)  |
| München 1972 Detaljer...        | Karin Janz (GDR)        | Olga Korbut (URS)          | Ingen utsedd            |
| München 1972 Detaljer...        | Karin Janz (GDR)        | Erika Zuchold (GDR)        | Ingen utsedd            |
| Montréal 1976 Detaljer...       | Nadia Comăneci (ROU)    | Teodora Ungureanu (ROU)    | Márta Egervári (HUN)    |
| Moskva 1980 Detaljer...         | Maxi Gnauck (GDR)       | Emilia Eberle (ROU)        | Marija Filatova (URS)   |
| Moskva 1980 Detaljer...         | Maxi Gnauck (GDR)       | Emilia Eberle (ROU)        | Steffi Kraker (GDR)     |
| Moskva 1980 Detaljer...         | Maxi Gnauck (GDR)       | Emilia Eberle (ROU)        | Melita Ruhn (ROU)       |
| Los Angeles 1984 Detaljer...    | Ma Yanhong (CHN)        | Ingen utsedd               | Mary Lou Retton (USA)   |
| Los Angeles 1984 Detaljer...    | Julianne McNamara (USA) | Ingen utsedd               | Mary Lou Retton (USA)   |
| Seoul 1988 Detaljer...          | Daniela Silivaș (ROU)   | Dagmar Kersten (GDR)       | Jelena Sjusjunova (URS) |
| Barcelona 1992 Detaljer...      | Lu Li (CHN)             | Tatiana Gutsu (EUN)        | Shannon Miller (USA)    |
| Atlanta 1996 Detaljer...        | Svetlana Chorkina (RUS) | Bi Wenjing (CHN)           | Ingen utsedd            |
| Atlanta 1996 Detaljer...        | Svetlana Chorkina (RUS) | Amy Chow (USA)             | Ingen utsedd            |
| Sydney 2000 Detaljer...         | Svetlana Chorkina (RUS) | Ling Jie (CHN)             | Yang Yun (CHN)          |
| Aten 2004 Detaljer...           | Émilie Le Pennec (FRA)  | Terin Humphrey (USA)       | Courtney Kupets (USA)   |
| Peking 2008 Detaljer...         | He Kexin (CHN)          | Nastia Liukin (USA)        | Yang Yilin (CHN)        |
| London 2012 Detaljer...         | Alija Mustafina (RUS)   | He Kexin (CHN)             | Elisabeth Tweddle (GBR) |
| Rio de Janeiro 2016 Detaljer... | Alija Mustafina (RUS)   | Madison Kocian (USA)       | Sophie Scheder (GER)    |
| Tokyo 2020 Detaljer...          | Nina Derwael (BEL)      | Anastasija Iljankova (ROC) | Sunisa Lee (USA)        |

#### Bom
| Spel                            | Guld                      | Silver                     | Brons                       |
| Helsingfors 1952 Detaljer...    | Nina Botjarova (URS)      | Maria Gorochovskaja (URS)  | Margit Korondi (HUN)        |
| Melbourne 1956 Detaljer...      | Ágnes Keleti (HUN)        | Eva Bosáková (TCH)         | Ingen utsedd                |
| Melbourne 1956 Detaljer...      | Ágnes Keleti (HUN)        | Tamara Manina (URS)        | Ingen utsedd                |
| Rom 1960 Detaljer...            | Eva Bosáková (TCH)        | Larisa Latynina (URS)      | Sofia Muratova (URS)        |
| Tokyo 1964 Detaljer...          | Věra Čáslavská (TCH)      | Tamara Manina (URS)        | Larisa Latynina (URS)       |
| Mexico City 1968 Detaljer...    | Natalia Kutjinskaja (URS) | Věra Čáslavská (TCH)       | Larisa Petrik (URS)         |
| München 1972 Detaljer...        | Olga Korbut (URS)         | Tamara Lazakovitj (URS)    | Karin Janz (GDR)            |
| Montréal 1976 Detaljer...       | Nadia Comăneci (ROU)      | Olga Korbut (URS)          | Teodora Ungureanu (ROU)     |
| Moskva 1980 Detaljer...         | Nadia Comăneci (ROU)      | Jelena Davydova (URS)      | Natalja Sjaposjnikova (URS) |
| Los Angeles 1984 Detaljer...    | Ecaterina Szabó (ROU)     | Ingen utsedd               | Kathy Johnson (USA)         |
| Los Angeles 1984 Detaljer...    | Simona Păucă (ROU)        | Ingen utsedd               | Kathy Johnson (USA)         |
| Seoul 1988 Detaljer...          | Daniela Silivaș (ROU)     | Jelena Sjusjunova (URS)    | Phoebe Mills (USA)          |
| Seoul 1988 Detaljer...          | Daniela Silivaș (ROU)     | Jelena Sjusjunova (URS)    | Gabriela Potorac (ROU)      |
| Barcelona 1992 Detaljer...      | Tatiana Lysenko (EUN)     | Shannon Miller (USA)       | Ingen utsedd                |
| Barcelona 1992 Detaljer...      | Tatiana Lysenko (EUN)     | Lu Li (CHN)                | Ingen utsedd                |
| Atlanta 1996 Detaljer...        | Shannon Miller (USA)      | Lilia Podkopajeva (UKR)    | Gina Gogean (ROU)           |
| Sydney 2000 Detaljer...         | Liu Xuan (CHN)            | Jekaterina Lobaznjuk (RUS) | Jelena Produnova (RUS)      |
| Aten 2004 Detaljer...           | Cătălina Ponor (ROU)      | Carly Patterson (USA)      | Alexandra Eremia (ROU)      |
| Peking 2008 Detaljer...         | Shawn Johnson (USA)       | Nastia Liukin (USA)        | Cheng Fei (CHN)             |
| London 2012 Detaljer...         | Deng Linlin (CHN)         | Sui Lu (CHN)               | Aly Raisman (USA)           |
| Rio de Janeiro 2016 Detaljer... | Sanne Wevers (NED)        | Laurie Hernandez (USA)     | Simone Biles (USA)          |
| Tokyo 2020 Detaljer...          | Guan Chenchen (CHN)       | Tang Xijing (CHN)          | Simone Biles (USA)          |

#### Fristående
| Spel                            | Guld                        | Silver                          | Brons                       |
| Helsingfors 1952 Detaljer...    | Ágnes Keleti (HUN)          | Maria Gorochovskaja (URS)       | Margit Korondi (HUN)        |
| Melbourne 1956 Detaljer...      | Ágnes Keleti (HUN)          | Ingen utsedd                    | Elena Leuşteanu (ROU)       |
| Melbourne 1956 Detaljer...      | Larisa Latynina (URS)       | Ingen utsedd                    | Elena Leuşteanu (ROU)       |
| Rom 1960 Detaljer...            | Larisa Latynina (URS)       | Polina Astakhova (URS)          | Tamara Ljuchina (URS)       |
| Tokyo 1964 Detaljer...          | Larisa Latynina (URS)       | Polina Astakhova (URS)          | Anikó Ducza (HUN)           |
| Mexico City 1968 Detaljer...    | Věra Čáslavská (TCH)        | Ingen utsedd                    | Natalia Kutjinskaja (URS)   |
| Mexico City 1968 Detaljer...    | Larisa Petrik (URS)         | Ingen utsedd                    | Natalia Kutjinskaja (URS)   |
| München 1972 Detaljer...        | Olga Korbut (URS)           | Ljudmilla Turisjtjeva (URS)     | Tamara Lazakovitj (URS)     |
| Montréal 1976 Detaljer...       | Nellie Kim (URS)            | Ljudmilla Turisjtjeva (URS)     | Nadia Comăneci (ROU)        |
| Moskva 1980 Detaljer...         | Nadia Comăneci (ROU)        | Ingen utsedd                    | Maxi Gnauck (GDR)           |
| Moskva 1980 Detaljer...         | Nellie Kim (URS)            | Ingen utsedd                    | Natalja Sjaposjnikova (URS) |
| Los Angeles 1984 Detaljer...    | Ecaterina Szabó (ROU)       | Julianne McNamara (USA)         | Mary Lou Retton (USA)       |
| Seoul 1988 Detaljer...          | Daniela Silivaș (ROU)       | Svjatlana Baginskaja (URS)      | Diana Dudeva (BUL)          |
| Barcelona 1992 Detaljer...      | Lavinia Miloșovici (ROU)    | Henrietta Ónodi (HUN)           | Cristina Bontaș (ROU)       |
| Barcelona 1992 Detaljer...      | Lavinia Miloșovici (ROU)    | Henrietta Ónodi (HUN)           | Tatiana Gutsu (EUN)         |
| Barcelona 1992 Detaljer...      | Lavinia Miloșovici (ROU)    | Henrietta Ónodi (HUN)           | Shannon Miller (USA)        |
| Atlanta 1996 Detaljer...        | Lilia Podkopajeva (UKR)     | Simona Amânar (ROU)             | Dominique Dawes (USA)       |
| Sydney 2000 Detaljer...         | Jelena Zamolodtjikova (RUS) | Svetlana Chorkina (RUS)         | Simona Amânar (ROU)         |
| Aten 2004 Detaljer...           | Cătălina Ponor (ROU)        | Nicoleta Daniela Sofronie (ROU) | Patricia Moreno (ESP)       |
| Peking 2008 Detaljer...         | Sandra Izbașa (ROU)         | Shawn Johnson (USA)             | Nastia Liukin (USA)         |
| London 2012 Detaljer...         | Aly Raisman (USA)           | Cătălina Ponor (ROM)            | Alija Mustafina (RUS)       |
| Rio de Janeiro 2016 Detaljer... | Simone Biles (USA)          | Aly Raisman (USA)               | Amy Tinkler (GBR)           |
| Tokyo 2020 Detaljer...          | Jade Carey (USA)            | Vanessa Ferrari (ITA)           | Angelina Melnikova (ROC)    |
| Tokyo 2020 Detaljer...          | Jade Carey (USA)            | Vanessa Ferrari (ITA)           | Mai Murakami (JPN)          |

#### Hopp
| Spel                            | Guld                        | Silver                      | Brons                       |
| Helsingfors 1952 Detaljer...    | Jekaterina Kalintjuk (URS)  | Maria Gorochovskaja (URS)   | Galina Minaitjeva (URS)     |
| Melbourne 1956 Detaljer...      | Larisa Latynina (URS)       | Tamara Manina (URS)         | Olga Lemhényi-Tass (HUN)    |
| Melbourne 1956 Detaljer...      | Larisa Latynina (URS)       | Tamara Manina (URS)         | Ann-Sofi Colling (SWE)      |
| Rom 1960 Detaljer...            | Margarita Nikolajeva (URS)  | Sofia Muratova (URS)        | Larisa Latynina (URS)       |
| Tokyo 1964 Detaljer...          | Věra Čáslavská (TCH)        | Larisa Latynina (URS)       | Ingen utsedd                |
| Tokyo 1964 Detaljer...          | Věra Čáslavská (TCH)        | Birgit Radochla (EUA)       | Ingen utsedd                |
| Mexico City 1968 Detaljer...    | Věra Čáslavská (TCH)        | Erika Zuchold (GDR)         | Zinaida Voronina (URS)      |
| München 1972 Detaljer...        | Karin Janz (GDR)            | Erika Zuchold (GDR)         | Ljudmilla Turisjtjeva (URS) |
| Montréal 1976 Detaljer...       | Nellie Kim (URS)            | Ljudmilla Turisjtjeva (URS) | Carola Dombeck (GDR)        |
| Moskva 1980 Detaljer...         | Natalja Sjaposjnikova (URS) | Steffi Kraker (GDR)         | Melita Ruhn (ROU)           |
| Los Angeles 1984 Detaljer...    | Ecaterina Szabó (ROU)       | Mary Lou Retton (USA)       | Lavinia Agache (ROU)        |
| Seoul 1988 Detaljer...          | Svjatlana Baginskaja (URS)  | Gabriela Potorac (ROU)      | Daniela Silivaș (ROU)       |
| Barcelona 1992 Detaljer...      | Lavinia Miloșovici (ROU)    | Ingen utsedd                | Tatiana Lysenko (EUN)       |
| Barcelona 1992 Detaljer...      | Henrietta Ónodi (HUN)       | Ingen utsedd                | Tatiana Lysenko (EUN)       |
| Atlanta 1996 Detaljer...        | Simona Amânar (ROU)         | Mo Huilan (CHN)             | Gina Gogean (ROU)           |
| Sydney 2000 Detaljer...         | Jelena Zamolodtjikova (RUS) | Andreea Răducan (ROU)       | Jekaterina Lobaznjuk (RUS)  |
| Aten 2004 Detaljer...           | Monica Roșu (ROU)           | Annia Hatch (USA)           | Anna Pavlova (RUS)          |
| Peking 2008 Detaljer...         | Hong Un-jong (PRK)          | Oksana Chusovitina (GER)    | Cheng Fei (CHN)             |
| London 2012 Detaljer...         | Sandra Izbașa (ROU)         | McKayla Maroney (USA)       | Marija Paseka (RUS)         |
| Rio de Janeiro 2016 Detaljer... | Simone Biles (USA)          | Marija Paseka (RUS)         | Giulia Steingruber (SUI)    |
| Tokyo 2020 Detaljer...          | Rebeca Andrade (BRA)        | Mykayla Skinner (USA)       | Yeo Seo-jeong (KOR)         |

### Borttagna grenar

#### Portabla redskap, lag
| Spel                         | Guld | Silver | Brons |
| Helsingfors 1952 Detaljer... | Sverige Karin Lindberg Ann-Sofi Colling Evy Berggren Gun Röring Göta Pettersson Ingrid Sandahl Hjördis Nordin Vanja Blomberg | Sovjetunionen Maria Gorochovskaja Nina Botjarova Galina Minaitjeva Galina Urbanovitj Pelageja Danilova Galina Sjamrai Medeja Jugeli Jekaterina Kalintjuk | Ungern Margit Korondi Ágnes Keleti Edit Parényi-Weckinger Olga Tass Erzsébet Gulyás-Köteles Mária Kövi-Zalai Andrea Bodó Irén Daruházi-Karcsics |
| Melbourne 1956 Detaljer...   | Ungern Andrea Molnár-Bodó Erzsébet Gulyás-Köteles Ágnes Keleti Alice Kertész Margit Korondi Olga Lemhényi-Tass               | Sverige Karin Lindberg Ann-Sofi Colling Eva Rönström Evy Berggren Doris Hedberg Maude Karlén                                                             | Sovjetunionen Polina Astakhova Ljudmila Jegorova Lidija Kalinina Larisa Latynina Tamara Manina Sofia Muratova                                   |
| Melbourne 1956 Detaljer...   | Ungern Andrea Molnár-Bodó Erzsébet Gulyás-Köteles Ágnes Keleti Alice Kertész Margit Korondi Olga Lemhényi-Tass               | Sverige Karin Lindberg Ann-Sofi Colling Eva Rönström Evy Berggren Doris Hedberg Maude Karlén                                                             | Polen Helena Rakoczy Natalia Kot Danuta Nowak-Stachow Dorota Horzonek-Jokiel Barbara Wilk-Ślizowska Lidia Szczerbińska                          |

## Rytmisk gymnastik

### Mångkamp, individuellt
| Spel                            | Guld                        | Silver                  | Brons                       |
| Los Angeles 1984 Detaljer...    | Lori Fung (CAN)             | Doina Staiculescu (ROU) | Regina Weber (FRG)          |
| Seoul 1988 Detaljer...          | Marina Lobattj (URS)        | Adriana Dunavska (BUL)  | Oleksandra Tymosjenko (URS) |
| Barcelona 1992 Detaljer...      | Oleksandra Tymosjenko (EUN) | Carolina Pascual (ESP)  | Oksana Skaldina (EUN)       |
| Atlanta 1996 Detaljer...        | Kateryna Serebrjanska (UKR) | Janina Batyrsjina (RUS) | Elena Vitritjenko (UKR)     |
| Sydney 2000 Detaljer...         | Julia Barsukova (RUS)       | Julija Raskina (BLR)    | Alina Kabajeva (RUS)        |
| Aten 2004 Detaljer...           | Alina Kabajeva (RUS)        | Irina Ttjatjina (RUS)   | Hanna Bezsonova (UKR)       |
| Peking 2008 Detaljer...         | Jevgenija Kanajeva (RUS)    | Inna Zjukova (BLR)      | Hanna Bezsonova (UKR)       |
| London 2012 Detaljer...         | Jevgenija Kanajeva (RUS)    | Darja Dmitrijeva (RUS)  | Liubov Tjarkasjyna (BLR)    |
| Rio de Janeiro 2016 Detaljer... | Margarita Mamun (RUS)       | Jana Kudrjavtseva (RUS) | Ganna Rizatdinova (UKR)     |
| Tokyo 2020 Detaljer...          | Linoy Ashram (ISR)          | Dina Averina (ROC)      | Alina Harnasko (BLR)        |

### Mångkamp, trupp
| Spel                            | Guld | Silver | Brons |
| Atlanta 1996 Detaljer...        | Spanien Marta Baldó Nuria Cabanillas Estela Giménez Lorena Guréndez Tania Lamarca Estíbaliz Martínez                   | Bulgarien Ina Deltjeva Valentina Kevlian Maria Koleva Maja Tabakova Ivelina Taleva Viara Vatatjka                      | Ryssland Jevgenija Botjkarjova Irina Dziuba Julija Ivanova Jelena Krivosjej Olga Sjtjrenko Angelina Jusjkova        |
| Sydney 2000 Detaljer...         | Ryssland Irina Belova Jelena Sjalamova Natalja Lavrova Marija Netesova Vera Sjimanskaja Irina Zilber                   | Belarus Tatjana Ananko Tatjana Belan Anna Glazkova Irina Iljenkova Maria Lazuk Olga Puzjevitj                          | Grekland Eirini Aindili Evangelia Christodoulou Maria Georgatou Zacharoula Karyami Charikleia Pantazi Anna Pollatou |
| Aten 2004 Detaljer...           | Ryssland Olesja Belugina Olga Glatskich Tatjana Kurbakova Natalja Lavrova Jelena Posevina Jelena Murzina               | Italien Elisa Blanchi Fabrizia D'Ottavio Marinella Falca Daniela Masseroni Elisa Santoni Laura Vernizzi                | Bulgarien Zjaneta Ilieva Eleonora Kezjova Zornitsa Marinova Kristina Ranguelova Galina Tantjeva Vladislava Tantjeva |
| Peking 2008 Detaljer...         | Ryssland Margarita Alijtjuk Anna Gavrilenko Tatjana Gorbunova Jelena Posevina Darja Sjkurichina Natalja Zujeva         | Kina Cai Tongtong Chou Tao Lü Yuanyang Sui Jianshuang Sun Dan Zhang Shuo                                               | Belarus Alesja Babusjkina Anastasia Ivankova Ksenia Sankovitj Zinaida Lunina Hlafira Martsinovitj Alina Tumilovitj  |
| London 2012 Detaljer...         | Ryssland Ksenia Dudkina Alina Makarenko Uljana Donskova Anastasija Bliznjuk Karolina Sevastjanova Anastasija Nazarenko | Belarus Maryna Hantjarova Anastasia Ivankova Natalija Lesjtjyk Aljaksandra Narkevitj Ksenia Sankovitj Alina Tumilovitj | Italien Elisa Blanchi Romina Laurito Marta Pagnini Elisa Santoni Anzjelika Savrajuk Andreea Stefanescu              |
| Rio de Janeiro 2016 Detaljer... | Ryssland Vera Birjukova Anastasija Bliznjuk Anastasija Maksimova Anastasija Tatareva Marija Tolkatjeva                 | Spanien Sandra Aguilar Artemi Gavezou Elena López Lourdes Mohedano Alejandra Quereda                                   | Bulgarien Reneta Kamberova Lyubomira Kazanova Mihaela Maevska-Velichkova Tsvetelina Naydenova Hristiana Todorova    |
| Tokyo 2020 Detaljer...          | Bulgarien Simona Djankova Stefani Kirjakova Madlen Radukanova Laura Traets Erika Zafirova                              | ROC Anastasija Bliznjuk Anastasija Maksimova Angelina Sjkatova Anastasija Tatareva Alisa Tisjtjenko                    | Italien Martina Centofanti Agnese Duranti Alessia Maurelli Daniela Mogurean Martina Santandrea                      |

## Trampolin
| Spel                            | Guld                      | Silver                 | Brons                  |
| Sydney 2000 Detaljer...         | Irina Karavajeva (RUS)    | Oksana Tsyhulova (UKR) | Karen Cockburn (CAN)   |
| Aten 2004 Detaljer...           | Anna Dogonadze (GER)      | Karen Cockburn (CAN)   | Huang Shanshan (CHN)   |
| Peking 2008 Detaljer...         | He Wenna (CHN)            | Karen Cockburn (CAN)   | Yekaterina Xilko (UZB) |
| London 2012 Detaljer...         | Rosannagh MacLennan (CAN) | Huang Shanshan (CHN)   | He Wenna (CHN)         |
| Rio de Janeiro 2016 Detaljer... | Rosannagh MacLennan (CAN) | Bryony Page (GBR)      | Li Dan (CHN)           |
| Tokyo 2020 Detaljer...          | Zhu Xueying (CHN)         | Liu Lingling (CHN)     | Bryony Page (GBR)      |